# Розенквист, Эрнст
Эрнст Эдвард Розенквист (швед. Ernst Edvard Rosenqvist; 24 августа 1869, Гельсингфорс — 27 мая 1932, Куопио) — финский стрелок, призёр Олимпийских игр.
В 1912 году, на Олимпийских играх в Стокгольме, выступая за финскую команду, принял участие в соревнованиях по стрелковым дисциплинам. Он завоевал бронзовую медаль в командном первенстве в одиночных выстрелах по «бегущему оленю», но в личном первенстве оказался лишь 14-м.
С 1918 по 1927 годы был губернатором Миккели